# 板村真央
板村 真央（いたむら まお、2006年8月6日 - ）は、広島県広島市出身の女子サッカー選手。エールディヴィジ（オランダリーグ1部）・フェイエノールト所属。ポジションはフォワード。JFAアカデミー福島14期生。

## 来歴

### ユース
2019年からJFAアカデミー福島でプレー。
2022年にはなでしこリーグ2部で13得点を決めて得点王となり、新人賞も受賞した。

### シニア
2025年1月3日、エールディヴィジ（オランダリーグ1部）のフェイエノールトがカタールで実施するキャンプに板村をトライアル・プレーヤーとして参加させると発表した。その後同年1月16日に加入が発表された。背番号は23番、契約は2026-27シーズンまで（1年間の契約延長オプション付き）。

### 代表
2022年9月に、U-17女子ワールドカップに臨むU-17日本代表に選出された。大会では2試合に途中出場、初戦のタンザニア戦では1得点を決めた。

## 個人成績

### クラブ
| クラブ            | シーズン | リーグ           | 背番号 | リーグ戦 | リーグ戦 | カップ戦 | カップ戦 | リーグ杯 | リーグ杯 | UWCL/AWCL | UWCL/AWCL | 合計 | 合計 |
| クラブ            | シーズン | リーグ           | 背番号 | 出場     | 得点     | 出場     | 得点     | 出場     | 得点     | 出場      | 得点      | 出場 | 得点 |
| ----------------- | -------- | ---------------- | ------ | -------- | -------- | -------- | -------- | -------- | -------- | --------- | --------- | ---- | ---- |
| JFAアカデミー福島 | 2022     | なでしこ2部      | 19     | 14       | 13       | 1        | 0        | —        | —        | —         | —         | 15   | 13   |
| JFAアカデミー福島 | 2023     | なでしこ2部      | 11     | 18       | 17       | 1        | 0        | —        | —        | —         | —         | 19   | 17   |
| JFAアカデミー福島 | 2024     | なでしこ2部      | 10     | 20       | 18       | 2        | 4        | —        | —        | —         | —         | 22   | 22   |
| JFAアカデミー福島 | 通算     | 通算             | 通算   | 52       | 48       | 4        | 4        | 0        | 0        | 0         | 0         | 56   | 52   |
| フェイエノールト  | 2024-25  | エールディヴィジ | 23     | 10       | 2        | 3        | 2        | —        | —        | -         | -         | 13   | 4    |
| 通算              | 日本     | 日本             | 3部    | 52       | 48       | 4        | 4        | 0        | 0        | 0         | 0         | 56   | 52   |
| 通算              | オランダ | オランダ         | 1部    | 10       | 2        | 3        | 2        | 0        | 0        | 0         | 0         | 13   | 4    |
| 総通算            | 総通算   | 総通算           | 総通算 | 62       | 50       | 7        | 6        | 0        | 0        | 0         | 0         | 69   | 56   |

- 日本女子サッカーリーグ
  - 初出場 - 2022年4月3日 なでしこリーグ2部 第2節 ノルディーア北海道戦 (裾野市運動公園陸上競技場)[9]
  - 初得点 - 2022年4月29日 なでしこリーグ2部 第6節 福岡J・アンクラス戦 (ベスト電器スタジアム)[9]
- エールディヴィジ
  - 初出場 - 2025年1月25日 第13節 AZアルクマール（英語版）戦 (AFASトレーニング・コンプレックス)[10]
  - 初得点 - 2025年3月1日 第16節 SCテルスターVVNH（英語版）戦 (711スタジアム（英語版）)[10]

### 代表

#### 主な出場大会
- U-17日本女子代表
  - 2022年 - FIFA U-17女子ワールドカップ （ベスト8、2試合1得点）

- U-20日本女子代表
  - 2024年 - FIFA U-20女子ワールドカップ

## タイトル

### 個人
- なでしこリーグ2部
  - 得点王: 1回 （2022）
  - 新人王: 1回 （2022）